# Jidenna
Jidenna (* 4. Mai 1985 in Wisconsin Rapids; vollständiger Name Jidenna Theodore Mobisson) ist ein US-amerikanischer Rapper und Sänger.

## Karriere
Jidennas Vater Oliver Mobisson war ein nigerianischer Wissenschaftler und Aktivist. Er trat immer in Maßanzügen und mit Gehstock auf und nachdem er 2010 gestorben war, übernahm Jidenna das Modebewusstsein und kleidete sich in auffälligen Anzügen, allerdings eher dandyhaft im Stil der Harlem-Renaissance-Ära, was neben seinem altmodischen Vollbart zu seinem Markenzeichen gehört. Erst absolvierte er ein Studium an der Stanford University, bevor er sich 2015 dem neuen Label Wondaland von Janelle Monáe anschloss. Sehr schnell erschien seine Debütsingle Classic Man zusammen mit dem Musiker und Produzenten Roman GianArthur. Drei Monate nach Veröffentlichung kam das Lied in die Top 10 der R&B-Charts und stieg bis auf Platz 22 der offiziellen Singlecharts. Es wurde mit Doppelplatin ausgezeichnet. Bei den Soul Train Music Awards wurde Jidenna als Best New Artist ausgezeichnet und bei den Grammy Awards 2016 wurde Classic Man in der Kategorie Zusammenarbeit Rap/Gesang für eine Auszeichnung nominiert. Außerdem fand das Lied Verwendung im Oscar-prämierten Film Moonlight, in dem auch Monáe mitspielte.
Das Lied wurde auch auf den Labelsampler Wondaland Presents: The Eephus aufgenommen, der in den Albumcharts ebenfalls Platz 22 erreichte. Ein weiterer Beitrag zu dieser 6-Songs-EP war Yoga, ein gemeinsames Stück mit Janelle Monáe. Auch dieses Lied kam in die Hot-100-Singlecharts und es erreichte Goldstatus. Ebenfalls noch 2015 erschien das Lied Long Live the Chief, eine Anspielung auf die nigerianische Vergangenheit und den Chief Oliver Mobisson (Chief in der Bedeutung Stammesführer). An den Singleerfolg konnte Jidenna 2016 nicht anknüpfen, im Februar 2017 veröffentlichte er aber dann sein Debütalbum The Chief, das in den US-Albumcharts auf Platz 38 einstieg.

## Diskografie
Alben
- The Chief (2017)
- 85 to Africa (2019)

Lieder
- Classic Man (featuring Roman GianArthur, 2015)
- Yoga (Janelle Monáe & Jidenna, 2015)
- Long Live the Chief (2015)
- Knickers (2015)
- Extraordinaire (2015)
- Chief Don’t Run (featuring Roman GianArthur, 2016)
- Little Bit Moore (2016)
- The Let Out (featuring Quavo, 2017)

## Auszeichnungen für Musikverkäufe
| Goldene Schallplatte - Neuseeland - 2016: für die Single Classic Man |

Anmerkung: Auszeichnungen in Ländern aus den Charttabellen bzw. Chartboxen sind in ebendiesen zu finden.
| Land/RegionAuszeichnungen für Musikverkäufe (Land/Region, Auszeichnungen, Verkäufe, Quellen) | Gold     | Platin     | Verkäufe  | Quellen          |
| -------------------------------------------------------------------------------------------- | -------- | ---------- | --------- | ---------------- |
| Neuseeland (RMNZ)                                                                            | Gold1    | —          | 7.500     | radioscope.co.nz |
| Vereinigte Staaten (RIAA)                                                                    | Gold1    | 2× Platin2 | 2.500.000 | riaa.com         |
| Insgesamt                                                                                    | 2× Gold2 | 2× Platin2 |           |                  |